# Episodi di Black Lagoon

Copertina del primo disco della prima edizione italiana in DVD, uscito per conto della Panini Video

Questa è la lista degli episodi dell'anime Black Lagoon, realizzato da Madhouse e basato sull'omonimo manga di Rei Hiroe. Diretto da Sunao Katabuchi e prodotto da Geneon Entertainment, l'opera consiste in tre stagioni, le prime due trasmesse in televisione e la terza realizzata esclusivamente per il mercato home video. La prima serie, intitolata semplicemente Black Lagoon, è stata trasmessa in Giappone su Chiba TV dall'8 aprile al 24 giugno 2006, per un totale di 12 episodi. La seconda stagione, Black Lagoon: The Second Barrage, composta sempre da 12 puntate, è andata in onda sulle emittenti Sendai Television e Kyushu Asahi Broadcasting dal 2 ottobre al 18 dicembre 2006. La terza serie intitolata Roberta's Blood Trail è costituita da un OAV di 5 episodi, pubblicati per il mercato home video dal 17 luglio 2010 al 22 giugno 2011. La storia dell'anime segue le avventure di Rokuro Okajima, un impiegato giapponese che è prima rapito e poi entra a far parte di un gruppo di contrabbandieri conosciuti come "Lagoon Company", con il nuovo nome "Rock".
In Italia la prima serie è stata trasmessa da MTV a partire dal 4 dicembre 2007, all'interno dell'Anime Night e la seconda è uscita direttamente in tre DVD per conto della Panini Video nel 2008. La terza serie è stata pubblicata dell'editore francese Kazé in un unico box di due Blu-ray/DVD, in vendita dal 16 maggio 2012. Il doppiaggio italiano di quest'ultima è stato realizzato dallo studio francese Wantake con un cast di voci diverso dalle due serie precedenti e utilizzando doppiatori non-professionisti di nazionalità italo-francese, scatenando così numerose proteste.
Le prime due serie usano come sigla introduttiva Red Fraction della cantante Mell e come sigla finale Don't Look Behind degli EDISON. Le uniche eccezioni sono rappresentate dalla puntata 15, che presenta The World of Midnight di Minako Obata come ending, e dall'episodio 24, che non ha opening e utilizza Peach Headz Addiction dei Breath Frequency come sigla conclusiva. Roberta's Blood Trail presenta in apertura Red Fraction IO Drive mix, cantata da Mell, e in chiusura When Johnny Comes Marching Home degli EDISON, tranne per l'ultima puntata che è sprovvista di ending.

## Black Lagoon
| Nº | Titolo italiano Giapponese 「Kanji」 - Rōmaji | In onda        | In onda          |
| Nº | Titolo italiano Giapponese 「Kanji」 - Rōmaji | Giapponese     | Italiano         |
| 1  | The Black Lagoon 「The Black Lagoon」 | 8 aprile 2006  | 4 dicembre 2007  |
| 1  | Rokuro Okajima è un ragazzo giapponese che lavora per l'Asahi Industries. Un giorno, mentre viaggia su una barca, viene rapito dalla Lagoon Company, gruppo di mercenari composto da Dutch, Benny e Revy. Rokuro è in possesso di un disco compromettente per la sua azienda. Quando il suo superiore, Kageyama viene a sapere della faccenda ordina l'uccisione di Rokuro. Un gruppo di killer si mette così sulle tracce della Lagoon Company, che riesce a fuggire. Kageyama telefona a Rokuro e gli comunica che deve morire. Rokuro, sconvolto, si sente male proprio quando un elicottero munito di mitragliatrici si profila all'orizzonte. |                |                  |
| 2  | Mangrove Heaven 「Mangrove Heaven」 | 15 aprile 2006 | 11 dicembre 2007 |
| 2  | Per sottrarsi all'elicottero, l'equipaggio della Lagoon Company raggiunge un vicolo cieco. La situazione sembra essere tragica, ma Rock ha un'intuizione: utilizzare una nave affondata come trampolino per lanciare un paio di siluri contro l'elicottero. Dutch accetta e l'elicottero viene distrutto. L'equipaggio della Lagoon Company consegna così il disco a Balalaika, capo dell'organizzazione mafiosa Hotel Moscow. Questa consegna il disco a Kageyama che propone a Rock di tornare a Tokyo insieme a lui. Ma Rock accetta l'offerta di Revy, che gli propone di cambiare completamente vita e diventare un membro della Lagoon Company. |                |                  |
| 3  | Ring-Ding Ship Chase 「Ring-Ding Ship Chase」 | 22 aprile 2006 | 18 dicembre 2007 |
| 3  | Dutch viene contattato da Chin, un gangster cinese che gli intima di non lavorare più per Balalaika. Dutch ignora la minaccia e così Chin ingaggia Luak, il capo di una banda di pirati e gli ordina di uccidere tutti i membri della Lagoon Company. La barca della Lagoon Company viene così attaccata e Dutch, Benny, Rock e Revy si salvano eliminando tutti i pirati. Successivamente Balalaika uccide Chin. |                |                  |
| 4  | Die Rückkehr des Adlers 「Die Rückkehr des Adlers」 | 29 aprile 2006 | 25 dicembre 2007 |
| 4  | La Lagoon Company deve ritrovare un misterioso quadro, intitolato "I dodici cavalieri guidati da Brunhilda", che si trova in fondo al mare in un sottomarino tedesco risalente alla seconda guerra mondiale. Dutch incarica Revy e Rock della missione di recupero, così i due entrano nel sottomarino ma vengono attaccati da un gruppo di neonazisti. |                |                  |
| 5  | Eagle Hunting and Hunting Eagles 「Eagle Hunting and Hunting Eagles」 | 6 maggio 2006  | 1º gennaio 2008  |
| 5  | All'interno del sottomarino, Rock ritrova il quadro ma Revy insiste nel cercare medaglie e altri oggetti di valore da rivendere. Questo provoca la disapprovazione di Rock e i due hanno una lunga discussione, nella quale Revy racconta della sua tragica infanzia fatta di furti e violenze. I due vengono aggrediti dai neonazisti e Rock perde il quadro. I neonazisti si ritirano e portano il quadro nella loro barca. Revy tenta di raggiungerli ma Rock la trascina via per evitare ad entrambi di essere colpiti dalle mitragliatrici dei neonazisti che sparano ovunque sull'acqua nel tentativo di ucciderli. Revy e Rock tornano così nella barca della Lagoon Company, dove Dutch studia un piano per assalire e sorprendere i neonazisti ignari delle loro intenzioni. |                |                  |
| 6  | Moonlit Hunting Grounds 「Moonlit Hunting Grounds」 | 13 maggio 2006 | 8 gennaio 2008   |
| 6  | Dutch e Revy lasciano la barca della Lagoon Company e si dirigono verso quella dei neonazisti, che stanno festeggiando ubriachi il ritrovamento del quadro. Revy si scatena e uccide tutti i neonazisti, ma la sua furia sta per colpire anche i membri dell'equipaggio, che sono dei civili. Dutch usa la forza per farla rinsavire e, una volta ristabilita la concentrazione ed eliminata la sottile vena di follia di Revy, Dutch e Revy riescono a stanare Rachman, il comandante dell'operazione di recupero del quadro. Rachman è al telefono con Sir Alfred, il capo dell'Unione Socialista Ariana. Dutch parla con questi al telefono e scopre che l'uomo ha ordinato la missione di recupero sapendo che anche la Lagoon Company era sulle tracce del quadro grazie alla richiesta di una ditta spagnola di sua proprietà. Dopo la conversazione telefonica, Dutch e Revy uccidono Rachman dopo aver tentato inutilmente di vedere se almeno in punto di morte aveva il coraggio delle sue azioni.Infine, la ragazza confida a Dutch di non riuscire più a lavorare con Rock in quanto troppo diverso da lei e dalla sua natura. |                |                  |
| 7  | Calm Down, Two Men 「Calm Down, Two Men」 | 20 maggio 2006 | 15 gennaio 2008  |
| 7  | Dutch manda Revy e Rock a fare delle commissioni. Revy è molto seccata per questo, perché non sopporta di stare insieme a Rock. I due arrivano alla "Chiesa della violenza" e incontrano Yolanda ed Eda. Dopo un momento di tensione, in cui Revy ed Eda si puntano contro le pistole, Rock riesce a guadagnare il rispetto di Yolanda e a risolvere la situazione grazie alla propria diplomazia. Successivamente, Revy e Rock hanno un violento diverbio in un ristorante: lui mette in chiaro di sapere cosa significa essere inermi contro chi è più forte di loro, ma non intende più sottostare alle sue prepotenze, né intende pentirsi dal dichiararsi disgustato dal comportamento tenuto dalla donna nel sottomarino tedesco qualche giorno prima, e solo l'intervento del capo della polizia di Roanapur, Watsup, riesce a risolvere la situazione, facendo entrare i due in una macchina della polizia. Alla fine Revy e Rock fanno pace. |                |                  |
| 8  | Rasta Blasta 「Rasta Blasta」 | 27 maggio 2006 | 22 gennaio 2008  |
| 8  | La Lagoon Company viene contattata dal cartello colombiano di Manisarela, per rapire un bambino. Dutch lo affida a Rock e questi apprende che il bambino è Garcia Lovelace, unico erede della famiglia Lovelace, una delle famiglie un tempo più ricche del Sud America ed ora in declino. Nel frattempo, una misteriosa ragazza vestita da cameriera arriva a Roanapur e inizia a cercare il piccolo Garcia. Arrivata al bar Yellow Flag, la ragazza inizia a sparare, proprio mentre i membri della Lagoon Company e Garcia si trovano lì. Garcia riconosce tra le lacrime Roberta, la sua tata. |                |                  |
| 9  | Maid to Kill 「Maid to Kill」 | 3 giugno 2006  | 29 gennaio 2008  |
| 9  | Durante la violenta sparatoria tra Roberta e i colombiani, l'equipaggio della Lagoon Company si nasconde, ma Revy inavvertitamente rivela la loro presenza a Roberta, che ritrova così Garcia. Questi però, sconvolto dalla furia distruttiva della ragazza, decide di fuggire con la Lagoon Company. Uno dei membri del cartello identifica Roberta come Rosalita Cisneros detta "il mastino di Florencia", ossia un'ex guerrigliera. Roberta distrugge il bar, quindi ruba una macchina e insegue la Lagoon Company. Balalaika intanto mobilita i suoi soldati per stanare Roberta. Dutch riesce a colpire il motore della macchina nella quale si trova Roberta, e la fa sbandare. La Lagoon Company fugge convinta della morte della ragazza, ma essa è ancora viva e si aggrappa alla loro macchina. |                |                  |
| 10 | The Unstoppable Chambermaid 「The Unstoppable Chambermaid」 | 10 giugno 2006 | 5 febbraio 2008  |
| 10 | La fuga della Lagoon Company risveglia Revy, che era svenuta durante la battaglia al bar. Arrivati al porto, Revy decide di uccidere personalmente Roberta, e le due iniziano un violento e interminabile scontro a fuoco, che viene interrotto solo dall'arrivo di Balalaika e dei suoi soldati. Le due ragazze però vogliono continuare a combattere, così Dutch propone a Balalaika una sfida fra le due a suon di pugni, senza armi. La lotta è cruenta, ma termina senza un vincitore. Revy sviene nuovamente, mentre Roberta viene soccorsa da Garcia. |                |                  |
| 11 | Lock'n Load Revolution 「Lock'n Load Revolution」 | 17 giugno 2006 | 12 febbraio 2008 |
| 11 | La Lagoon Company viene contattata da Mr. Chang, capo della Triade cinese a Roanapur, per trasportare una valigetta contenente informazioni sul gruppo terroristico "Protectors of the Islam Front". Mentre è in atto l'incontro, Mr. Chang viene attaccato dai terroristi. Revy aiuta Mr. Chang a fuggire, quindi incontra insieme a Rock Masahiro Takenaka, uno dei leader del Fronte. Questi si appropria della valigetta che Rock ha con sé e che dovrebbe contenere i documenti mediante un raggiro, e porta con sé Rock. Revy viene salvata dall'intervento di Shenhua, una ragazza taiwanese e dal suo autista Leigharch, un ragazzo costantemente sotto l'effetto di droghe. I tre partono quindi alla ricerca di Rock. |                |                  |
| 12 | Guerrillas in the Jungle 「Guerrillas in the Jungle」 | 24 giugno 2006 | 19 febbraio 2008 |
| 12 | Takenaka interroga Rock davanti a Ibraha, l'altro leader del fronte. I due hanno una lunga discussione interamente in lingua giapponese, e questo fa arrabbiare Ibraha che vorrebbe torturare Rock. Takenaka però si oppone. Intanto Revy e Shenhua arrivano al campo dei terroristi e dopo aver prelevato Rock vengono inseguiti da una serie di veicoli con al comando Ibraha. Le due ragazze eliminano gran parte dei terroristi e Ibraha ordina ai suoi uomini di proseguire l'inseguimento. Takenaka vorrebbe invece ritirarsi, e quando Ibraha rifiuta l'ennesimo ordine lo uccide sparandogli. Alla fine con un colpo di scena Revy scatena l'incredulità di Rock e Shenhua tirando fuori i documenti che fin dall'inizio erano nascosti fra le sue tette e consegnandoli agli uomini della CIA che in punto di partenza la ricattano velatamente per porre le basi di future collaborazioni. |                |                  |

## Black Lagoon: The Second Barrage
| Nº | Titolo italiano Giapponese 「Kanji」 - Rōmaji | In onda          | In onda               |
| Nº | Titolo italiano Giapponese 「Kanji」 - Rōmaji | Giapponese       | Italiano (home video) |
| 13 | The Vampire Twins Comen 「The Vampire Twins Comen」 | 3 ottobre 2006   | 1º luglio 2008        |
| 13 | Una serie di omicidi sconvolge Roanapur. I gruppi criminali della città si riuniscono per stanare gli assassini. Si scopre che i colpevoli sono due bambini. Tutta Roanapur dà quindi loro la caccia. Balalaika si informa con Rock sui bambini, facendosi tradurre una strana frase, e questi si rende conto che sono collegati al vampirismo. |                  |                       |
| 14 | Bloodsport Fairytale 「Bloodsport Fairytale」 | 10 ottobre 2006  | 1º luglio 2008        |
| 14 | Rock dichiara che i bambini provengono dalla Romania, quindi Balalaika convoca Rowan e si fa consegnare tutti i film snuff che ha. Balalaika si incontra con Mr. Chang e rivela il passato dei gemellini, che si chiamano Hänsel e Gretel, fatto di violenze psicologiche e sessuali. Mr. Chang si allea con Balalaika per scovare i bambini, quindi questa mobilita i suoi soldati. Intanto i gemelli uccidono Verrocchio, leader della mafia italiana a Roanapur, e i suoi uomini. Era stato Verrocchio a ordinare gli omicidi, per arrivare sino a Balalaika e divenire il nuovo padrone di Roanapur. Mr. Chang si reca nell'abitazione di Verrocchio e trova i cadaveri. Hänsel e Gretel fuggono ma si ritrovano davanti Revy ed Eda. |                  |                       |
| 15 | Swan Song at Dawn 「Swan Song at Dawn」 | 17 ottobre 2006  | 1º luglio 2008        |
| 15 | Eda e Revy stanno per iniziare una lotta con Hänsel e Gretel, ma vengono interrotte dall'arrivo dei soldati di Balalaika. I gemellini decidono di separarsi, mentre Revy torna a casa lasciando sola Eda, che viene minacciata da Gretel e presa in ostaggio. Intanto Balalaika tende una trappola ad Hänsel e lo attende in un parco. Il bambino arriva e minaccia Balalaika. Il parco però è pieno di cecchini, che sparano a Gretel. Questi si mette a piangere, ma Balalaika non si commuove e ordina ai suoi soldati di finirlo. Sulla barca della Lagoon Company, Gretel racconta il suo tragico passato a Rock. Questi si commuove e si dispera per tutto quello che hanno dovuto passare i due gemellini. Arrivati alla meta, Gretel viene uccisa da un uomo di Balalaika, proprio mentre vede per la prima volta il mare. Inizialmente sconvolto, Rock alla fine si rasserena al pensiero che i gemelli almeno ora sono in pace. |                  |                       |
| 16 | Greenback Jane 「Greenback Jane」 | 24 ottobre 2006  | 1º luglio 2008        |
| 16 | Greenback Jane è un'abile contraffattrice di denaro. Un suo collega viene ucciso davanti ai suoi occhi, e la ragazza fugge giungendo alla "Chiesa della violenza", dove viene accolta rocambolescamente da Eda e Revy. La ragazza racconta la sua storia alle due e a Yolanda, quindi la chiesa subisce un duro attacco da parte degli inseguitori di Greenback Jane, e le ragazze rispondono al fuoco con una violenta sparatoria alla quale si aggiunge anche Rico, un giovane apprendista sacerdote. Intanto al Yellow Flag si raduna un gruppo di strani killer, guidati dal cowboy Russell, mentre Eda consiglia a Greenback Jane di rifugiarsi in un hotel. |                  |                       |
| 17 | The Roanapur Freakshow Circus 「The Roanapur Freakshow Circus」 | 31 ottobre 2006  | 1º ottobre 2008       |
| 17 | Gli inseguitori di Greenback arrivano all'hotel dove la ragazza è nascosta, ma non la trovano poiché è riuscita a fuggire. Durante la fuga, Jane incontra Eda e Revy e in cambio di denaro le due le offrono la loro protezione. I killer riescono però ad individuare Jane e attaccano Revy, Rock ed Eda. |                  |                       |
| 18 | Mr. Benny's Good Fortune 「Mr. Benny's Good Fortune」 | 7 novembre 2006  | 1º ottobre 2008       |
| 18 | Shenhua affronta Eda e Revy e riesce a ferire quest'ultima. Successivamente però cade in una trappola e precipita da una scala a causa di un colpo di pistola sparato da Eda. Intanto Rock e Jane si trovano davanti Sawyer "la pulitrice" armata di una motosega. La ragazza però va in crisi dopo aver perso il suo microfono e inizia a sudare e a tremare, quindi si accuccia su se stessa. Dopo un'esplosione la Lagoon Company fugge con la sua barca, inseguita dai killer. Dutch riesce con manovre evasive a far cadere in mare alcuni killer, mentre Russell si trova faccia a faccia con Eda. Russell si ricorda di aver già visto la donna e non appena le dice di essere in realtà una spia della CIA questa lo uccide. Benny grazie ai suoi computer riesce ad accedere al file di Jane e le salva la vita. Jane per ringraziarlo lo bacia.                                                                                 |                  |                       |
| 19 | Fujiyama Gangsta Paradise 「Fujiyama Gangsta Paradise」 | 14 novembre 2006 | 1º ottobre 2008       |
| 19 | Rock si reca in Giappone in veste di traduttore di Balalaika. Con lui parte anche Revy. Una volta giunti in Giappone, Balalaika negozia con il clan Washimine, una famiglia yakuza caduta in disgrazia dopo la morte del capofamiglia Ryuko Washimine. Balalaika accetta di eliminare il clan rivale dei Washimine, il Consiglio Kosa. Dopo la conclusione dell'accordo, Balalaika ordina un'esplosione nella base del Consiglio Kosa. Revy e Rock intanto fanno un giro in città e Revy provoca una rissa con un ambulante. Viene fermata da Ginji Matsuzaki, un enorme ragazzo in compagnia di una ragazza di nome Yukio. Il giorno seguente, Tsugio Bando, boss del clan Washimine, chiede aiuto a Ginji, ricordandogli il suo passato da samurai. Ginji però rifiuta. Intanto Rock decide di far visita ai suoi genitori. |                  |                       |
| 20 | The Succession 「The Succession」 | 21 novembre 2006 | 1º ottobre 2008       |
| 20 | Sconvolto dalla brutalità di Balalaika, Bando organizza un altro incontro con lei, che risponde duramente. Dopo la riunione, Rock viene pestato da Chaka, un arrogante membro del clan Washimine. Revy giura di ucciderlo e ordina a Benny di spedirle le sue amate armi. Rock incontra Yukio e i due instaurano un rapporto d'amicizia. Poco prima di lasciarsi, la ragazza confessa a Rock di chiamarsi Yukio Washimine, e di essere l'unica figlia di Ryuko Washimine. Ginji e Bando discutono del futuro del clan Washimine, arrivando alla conclusione che solo un discendente diretto della famiglia può risollevare le sue sorti. Bando decide di uccidere Balalaika, ma la donna lo uccide. Dopo questo tragico fatto Yukio accetta la sua sorte e diventa così il boss del clan Washimine. Ginji giura fedeltà alla ragazza. |                  |                       |
| 21 | Two Father's Little Soldier Girls 「Two Father's Little Soldier Girls」 | 28 novembre 2006 | 1º dicembre 2008      |
| 21 | Come nuovo boss del clan Washimine, Yukio ordina un attacco all'Hotel Moscow. Quando la ragazza torna a casa, viene rapita da Chaka e dai suoi uomini. Ginji scopre il rapimento e Rock lo convince ad aiutare lui e Revy a cercare Yukio. |                  |                       |
| 22 | The Dark Tower 「The Dark Tower」 | 4 dicembre 2006  | 1º dicembre 2008      |
| 22 | Revy e Rock scoprono dove è nascosta Yukio, grazie all'aiuto di Ginji. Chaka tenta di sfidare Revy, ma la ragazza lo conduce davanti a Ginji. Chaka tenta di sparargli, ma Ginji gli taglia di netto le mani con la sua katana, quindi lo lascia annegare in una piscina. Il giorno seguente, Balalaika ordina la distruzione totale del clan Washimine. |                  |                       |
| 23 | Snow White's Payback 「Snow White's Payback」 | 11 dicembre 2006 | 1º dicembre 2008      |
| 23 | I soldati di Balalaika eliminano gran parte del clan Washimine, e Yukio ordina ai superstiti di ritirarsi. Revy e Rock incontrano Balalaika, e Rock le chiede di porre fine all'attacco contro il clan Washimine. Balalaika lo aggredisce e gli punta contro la pistola. Dopo un momento di tensione la donna lascia andare Rock, sorridendo. |                  |                       |
| 24 | The Gunslingers 「The Gunslingers」 | 18 dicembre 2006 | 1º dicembre 2008      |
| 24 | Rock chiede a Balalaika di portare a termine la distruzione del clan Washimine, per permettere a Yukio di vivere una vita normale. Revy inizia un combattimento contro Ginji, mentre Rock tenta di spiegarsi con Yukio. La ragazza ammette di voler vivere una vita normale e questo blocca per un attimo Ginji, consentendo a Revy di sparargli e ucciderlo. Dopo la morte di Ginji e l'eliminazione del suo clan, Yukio si suicida facendo harakiri utilizzando la katana di Ginji. Terminata la vicenda, Rock e Revy ritornano a Roanapur. |                  |                       |

## Black Lagoon: Roberta's Blood Trail
| Nº | Titolo italiano Giapponese 「Kanji」 - Rōmaji                         | Prima edizione    | Prima edizione |
| Nº | Titolo italiano Giapponese 「Kanji」 - Rōmaji                         | Giapponese        | Italiano       |
| 1  | Massacro collaterale 「Collateral Massacre」                          | 17 luglio 2010    | 16 maggio 2012 |
| 2  | Tattiche da impiegato 「An Office Man's Tactics」                     | 30 settembre 2010 | 16 maggio 2012 |
| 3  | Angeli nel mirino 「Angels in the Crosshairs」                        | 7 gennaio 2011    | 16 maggio 2012 |
| 4  | Saturazione estrema della Kill Box 「Oversaturation Kill Box」        | 11 marzo 2011     | 16 maggio 2012 |
| 5  | Nome in codice Paradise, Status MIA 「Codename Paradise, Status MIA」 | 22 giugno 2011    | 16 maggio 2012 |